# Abdirahman Omar Osman
Abdirahman Omar Osman (znan tudi kot Abdirahman Yariisow in Engineer Yarisow), somalijski politik; * 16. avgust 1965, Mogadiš, Somalija, † 1. avgust 2019, Doha, Katar. 
Osman je bil somalijski politik, guverner Banaadirja in župan Mogadiša. V somalijsko politiko je bil vpleten zadnjih 12 let svojega življenja. Kot višji svetovalec je bil član somalijske vlade, dvakrat minister za informiranje, minister za zakladništvo, predstavnik vlade, višji svetovalec za medije in strateške komunikacije ter višji svetovalec in tiskovni predstavnik urada predsednika.

## Zgodnje življenje
Abdirahman Omar Osman se je rodil 16. avgusta 1965 v okrožju Hodan v somalijski prestolnici Mogadiš. Na Somalijski nacionalni univerzi je diplomiral iz gradbeništva, nato pa leta 1991 zaradi državljanske vojne pobegnil iz države in kot begunec prebegnil v London. Tam je magistriral na univerzi v Westminstru in bil svetovalec laburistične stranke. Leta 2008 se je vrnil v Somalijo, da bi pomagal pri obnovi države po vojni.

## Preference
Osman, znan po svojem imenu Inženir Yarisow, je leta 1986 na Somalijski nacionalni univerzi diplomiral iz gradbeništva. Svojo kariero je nadalje razvil s poklicnimi tečaji NVQ II iz poslovne administracije in računalništva v Londonu, kjer je leta 2004 uspešno zaključil magisterij iz upravljanja stanovanj na Westminster University. Leta 2006 je postal član Chartered Institute of Housing v Združenem kraljestvu.

## Župan Mogadiša
Po tem, ko je predsednik Somalije Mohamed Abdullahi Mohamed 21. januarja 2018 razrešil takratnega župana Thabita Abdija Mohammeda, je na njegovo mesto postavil Abdirahmana Omarja Osmana.

## Smrt
24. julija 2019 je v Osmanovo župansko pisarno v Mogadišu vstopila samomorilka, ki se je razstrelila, pri tem pa ubila šest vladnih uslužbencev in ranila devet članov Osmanovega osebja. Glavni tarči napada sta bila Osman in James C. Swan, ki je bil malo pred dogodkom imenovan za posebnega odposlanca Združenih držav Amerike v Somaliji (prej deloval kot ameriški diplomat v Džibutiju in kasneje v Demokratični republiki Kongo). Swan se je z županom srečal malo pred dogodkom in odšel preden se je zgodila eksplozija. Osman je bil v napadu hudo ranjen in zato prepeljan na zdravljene v Doho v Katar. Tam je zaradi poslabšanja stanja poškodbam podlegel 1. avgusta 2019. Kasneje se je izvedelo, da je bila samomorilka ena od zaposlenih v Osmanovem kabinetu, kjer je bila ovaduhinja teroristične organizacije al-Shabaab.
Člani mednarodne skupnosti, vključno s Swanom, so napad obsodili kot "gnusen". Vzhodnoafriška islamistična teroristična organizacija al-Shabaab (somalijski džihadistični drobec Al-Kaide) je izjavila, da je odgovorna za organizacijo napada.